# Wolfgang Benz

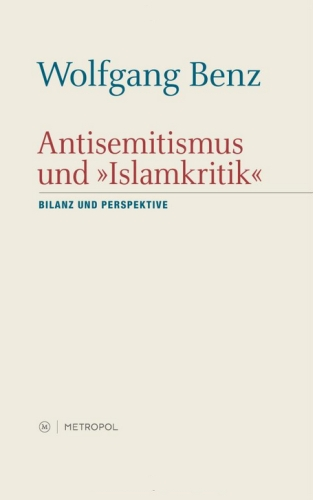
Antisemitismus und Islamkritik (Metropol, 2011)

Wolfgang Benz (Ellwangen, 9 giugno 1941) è uno storico e scrittore tedesco che è stato direttore dal 1990 al 2011 del Centro di Ricerca sull'Antisemitismo della Technische Universität Berlin.

## Biografia
Wolfgang Benz è nato a Ellwangen nel land del Baden-Württemberg il 9 giugno 1941. Ha insegnato storia ed è divenuto un esponente autorevole a livello internazionale nel campo delle ricerche sull'antisemitismo e sull'Olocausto.
Benz si è preparato studiando storia e scienze politiche a Francoforte sul Meno, Kiel e Monaco di Baviera ottenendo il dottorato nel 1968 con Karl Bosl presso l'Università Ludwig Maximilian di Monaco.

## Campi d'interesse
Durante la sua carriera si è interessato di vari temi storici.

### Numero delle vittime dell'Olocausto
Durante il suo incarico presso l'Università tecnica di Berlino concluse che il regime nazista durante gli anni compresi tra il 1933 ed il 1945 aveva sterminato un numero enorme di ebrei. Stimò che il numero di persone di fede ebraica o ritenute tali fosse uccise fosse compreso tra i 5,29 e i 6,2 milioni. A tali conclusioni arrivò quando fu possibile accedere agli archivi governativi nell'Europa dell'est attorno agli anni novanta. Prima di lui si erano già interessati al tema Raul Hilberg, Lucy Dawidowicz e Martin Gilbert.

### Antisemitismo e islamofobia
Benz nei confronti dell'islamofobia vede un parallelo con la situazione dell'antisemitismo e si inserisce nel dibattito con accademici come Edward Said, Matti Bunzl, Brian Klug, Sabine Schiffer, Nasar Meer e vari altri.. 

## Controversie
In qualità di presidente della Fondazione per il Memoriale dell’Olocausto si espresse contro la proposta di realizzare a Berlino un monumento per ricordare le vittime polacche del nazismo. Scrisse una lettera aperta al presidente del Bundestag mettendo in guardia contro la possibile "nazionalizzazione della memoria" mentre era necessario, a suo avviso, conservare una visione non focalizzata su alcuni specifici Paesi. Lo proverebbe anche il fatto che vi fosse una richiesta anche da parte dell'Ucraina di costruire un memoriale per le vittime ucraine. In alternativa propose invece la realizzazione di un centro di documentazione su tutti i crimini dell'occupazione tedesca.

## Opere
(Selezione parziale)
- L'Olocausto, Torino, Bollati Boringhieri, 1998, ISBN 978-88-3393-555-3.
- (DE) Wolgang Benz e Walter H. Pehle, Lexikon des deutschen Widerstandes (Enciclopedia della Resistenza Tedesca), pp 321-325, Francoforte sul Meno, S.Fischer Verlag GmbH, 2001, ISBN 978-35-9615-083-0.
- Wolgang Benz, Storia illustrata del Terzo Reich, Torino, Einaudi, 2005.
- (DE) Enzyklopädie des Nationalsozialismus, Stuttgart, C.H. Beck, 2007, ISBN 9783423344081, OCLC 237018788.
- I protocolli dei savi di Sion la leggenda del complotto mondiale ebraico, Milano Udine, Mimesis, 2009, ISBN 9788884838087, OCLC 488668367.
- I protocolli dei savi di Sion. La leggenda del complotto mondiale ebraico, su sissco.it. URL consultato il 26 gennaio 2021.
- (DE) Antisemitismus und "Islamkritik" : Bilanz und Perspektive, Berlin, Metropol, 2011, OCLC 763145318.
- Wolfgang Benz con Sara Berger, Marcello Pezzetti, Michele Sarfatti, Bruno Vespa, Sandro Bondi, Renzo Gattegna, Alessandro Nicosia e Tullia Catalan, 1938 Leggi razziali - una tragedia italiana, Roma, Cangemi Editore, 2016.
- (DE) Der Holocaust, München, C.H. Beck, 2018, ISBN 9783406728358, OCLC 1032359409.
- (DE) con Matthias Simmich; Ines Reich; Anja Tack; Andreas Kossert et.al., Potsdam 1945 und die Neuordnung der Welt, Berlin, DIE MARK BRANDENBURG - Verlag für Regional- und Zeitgeschichte, 2020, ISBN 9783948052089, OCLC 1151705909.